# Encaixe
Encaixe é o termo utilizado em economia para o dinheiro que os bancos comerciais devem manter em caixa para atendimento dos fluxos de retirada (saques) em espécie pelos seus correntistas.

O percentual do volume monetário que o banco pode colocar a disposição para empréstimos é determinado pelo Banco Central.